# Pernille Bévort

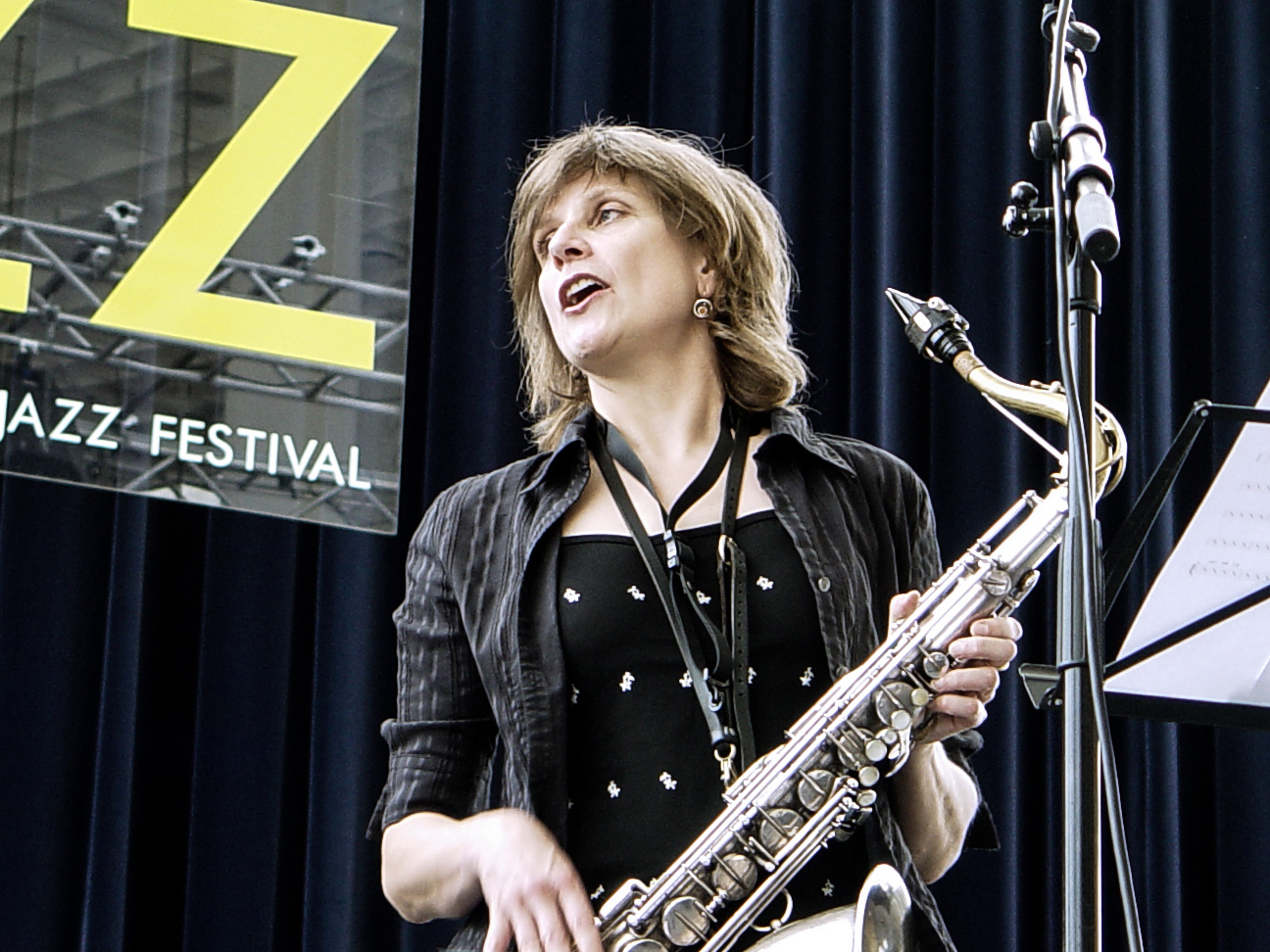
Pernille Bévort
Aarhus Jazz Festival

Pernille Bévort (* 13. April 1966 in Lyngby) ist eine dänische Jazzmusikerin (Tenor-, Sopran-, Altsaxophon, Flöte, Komposition).

## Leben und Wirken
Bévort begann mit sieben Jahren, Blockflöte zu lernen. 14-jährig wechselte sie zum Sopransaxophon; einige Jahre später wurde das Tenorsaxophon ihr Hauptinstrument. Erst mit 19 Jahren begann sie sich für Jazz zu interessieren. Zwischen 1989 und 1993 studierte sie auf dem Rytmisk Musikkonservatorium in Kopenhagen. 
In den Folgejahren ist sie mit den Bands von Ernie Wilkins und Erling Kroner, der Danish Radio Big Band und dem Aarhus Jazz Orchestra (zunächst noch als Klüver’s Big Band) aufgetreten. Dabei hat sie auch mit Musikern wie Randy Brecker, Tony Coe, Putte Wickman, Tim Hagans, John Scofield oder Richard Bona zusammengearbeitet. 1996 gründete sie ihre eigene Band, mit der sie bisher neun Alben vorlegte. Auf dem Pori Jazz 2009 stellte sie zudem die Copenhagen Jazzy Ladies vor.
2016 legte sie mit ihrer Gruppe Radio Bévort das Album Which Craft? vor; 2019 folgte die LP Gopler og andre Urovækkende Fænomener. Zwischen 1992 und 2018 war sie an 24 Produktionen im Bereich des Jazz beteiligt. Als Komponistin hat sie auch für das Copenhagen Art Ensemble geschrieben.

## Preise und Auszeichnungen
Auf dem Copenhagen Jazz Festival wurde Bévort 2001 mit dem Ben Webster Prize ausgezeichnet. 2003 erhielt sie den Preis der JASA, der Vereinigung der dänischen Jazzkritiker.